# Vérszopó denevérek
A vérszopó denevérek (Desmodontinae) az emlősök (Mammalia) osztályának denevérek (Chiroptera) rendjébe, ezen belül a kis denevérek (Microchiroptera) alrendjébe és a hártyásorrú denevérek (Phyllostomidae) családjába tartozó alcsalád.

## Tudnivalók
A vérszopó denevérek Közép- és Dél-Amerika endemikus állatai. E denevérfajok megtalálhatók Mexikótól Brazíliáig, Chileig és Argentínáig. A vérszopó denevérek, mint ahogy nevük is mutatja a vérszopásra specializálódtak.
Habár az alcsalád három faja vérrel táplálkozik, az állatok eléggé különbözőek ahhoz, hogy külön-külön nembe tartozzanak. Korábban az alcsalád családi szinten volt a rendszertani besorolás szerint, de több vizsgálat után a tudósok úgy döntöttek, hogy a családot a hártyásorrú denevérek családjának egyik alcsaládjaként fogják ezentúl kezelni. A vérszopó denevérek három faja eléggé hasonlít egymásra, és eléggé eltér a hártyásorrú denevérek többi fajától, ahhoz, hogy egy közös ős utódainak tekinthessük.

## Rendszerezés
Az alcsaládba az alábbi 3 nem tartozik:
- Desmodus (Wied-Neuwied, 1826) – 1 élő és 3 kihalt faj
- Diaemus (Miller, 1906) – 1 faj
  - fehérszárnyú vérszopó denevér (Diaemus youngi)
- Diphylla (Spix, 1823) – 1 faj
  - farkatlan vérszopó denevér (Diphylla ecaudata)

### Fordítás
- Ez a szócikk részben vagy egészben  a   Vampire bat című angol Wikipédia-szócikk fordításán alapul.  Az eredeti cikk szerkesztőit annak laptörténete sorolja fel. Ez a jelzés csupán a megfogalmazás eredetét és a szerzői jogokat jelzi, nem szolgál a cikkben szereplő információk forrásmegjelöléseként.